# Furcifer lateralis
Furcifer lateralis — представник роду Furcifer з родини Хамелеонів. Інша назва — «килимовий хамелеон».

## Опис
Ці хамелеони можуть досягати в довжину 25 см. Це дуже різнокольорові тварини, мають красиве забарвлення. Основний колір сірий, коричневий або зеленим. Найчастіше характерний різний різнокольоровий малюнок з яскравими білими бічними смугами. Самки більш різнобарвні. Найяскравішим забарвленням самки відрізняються у період парування або вагітності. На тілі є малюнок на кшталт килима. Типовими для малюнка на тілі тварини є поздовжні смуги, які завжди можна розпізнати навіть у новонароджених тварин. Також характерними для цього хамелеона є овальні бічні плями, які сильно розрізняються для різних представників цього виду.

## Спосіб життя
Полюбляє тропічний дощовий та сухий ліс, вологі трав'яні савани, луки. Живляться комахами та іншими безхребетними і членистоногими.
Це яйцекладна ящірка. Статева зрілість настає у 6 місяців. Після вагітності від 30 до 52 днів самки відкладають 4—23 яйця, які вони закопують в самостійно вириту яму глибиною 10 см. За сезон буває 4 — 5 кладок. Уже через 14 днів після відкладання яєць самка знову може паруватися. Кожна кладка вкорочує життя самки.
Через 154 — 378 днів з'являються молоді хамелеони.
У неволі живе до 3—4 років.

## Розповсюдження
Мешкає на о. Мадагаскар за винятком півночі і північного заходу.